# Linzi
Der Stadtbezirk Linzi (chinesisch 临淄区, Pinyin Línzī Qū) liegt im Verwaltungsgebiet der bezirksfreien Stadt Zibo in  der chinesischen Provinz Shandong.  Linzi hat eine Fläche von 664 km² und zählt 642.831 Einwohner (Stand: Zensus 2010).
Während der Zeit der Frühlings- und Herbstannalen, einer Epoche während der chinesischen Antike, war Linzi die Hauptstadt des Staates Qi.

## Administrative Gliederung
Auf Gemeindeebene setzt sich der Kreis aus fünf Straßenvierteln, acht Großgemeinden und einer Gemeinde zusammen. 